# Claude Semal
Claude Semal   (Brussel·les, 6 de març de 1954) és un cantautor, periodista, columnista, humorista i actor belga. Va ser periodista i activista del setmanari de la nova esquerra Pour (1974-1980), cofundador del teatre Le Café de Brussel·les. Cantor crític i satíric de la "belgitud", amb molta autoironia també tracta problemes universals, com ara la laïcitat, la llibertat i escàndols polítics o econòmics. Va gravar una desena de CD, la majoria pel segell Franc'Amour i produir una vintena d'espectacles. De vegades és vist com una versió burlesca de la "belgitud" més intimista de Jacques Brel (1929-1978) i «dona potser una imatge més precisa de la identitat belga contemporània».
Combina cabaret i teatre, música i crítica social, anarquia i responsabilitat de ciutadà. «Encarna la mala consciència del seu país. N'és el bufó incontrolable que presenta al públic un mirall no sempre agradable.»
El 1977 va crear la cançó «Ballade d'Hoboken», en la qual critica la fàbrica siderúrgica Métallurgie d'Hoboken, als afores d'Anvers, que va pol·luir durant anys amb fums de plom i va crear molts problemes de salut per als nens, fins que s'hi va prohibir el consum d'hortalisses d'autoconreu. L'empresa el va demandar per difamació, però va ser absolt pel tribunal.
Una certa semblança amb Tintín, quan era jove i encara tenia cabells rossos, li va valdre el paper de fill de Tintín al film Bruxelles insolite de la cadena francesa France 3 el 1989 i el 2013 el paper de pare de Tintín.
| «                                                  | Nom de dieu Amoureux du Coran, de la Torah et de la Bible nous clamons dans les rues nos vérités imprescriptibles […] Quand on assassine au nom d'un crédo coranique se réclamer laïc devient un devoir hygiénique […] La mort, c’est notre truc, notre fond de commerce nous noyons les bébés déjà sous les promesses […] C’est notre foi qui rend fada les enfants du génocide tirant sur ceux de l’intifada,[…] Alors, quand nous aurons épuisé nos croyances et rangé au musée les colifichets de la foi […] nous irons quelques fois le soir sur les collines miraculeusement vivants[…] respirer le parfum de l’été… et son mystère. | Nom de déu Amorosos de l'alcorà, la tora o la bíblia cridem als carrers les nostres veritats imprescriptibles […] Quan es mata en nom d'un credo corànic declarar-se laïc esdevé un deure higiènic.[…] La mort és cosa nostra, el nostre negoci. Comencem bé ofegant els nadons amb promeses […] És la fe que ens fa bojos els fills del genocidi matant els fills de l'intifada […] Així, quan haurem esgotat les nostres creences i deixat les birimboies de la fe al museu,[…] pujarem al vespre als cims celebrant el miracle de la vida, respirant l'olor de l'estiu… i el seu misteri | » |
| — Claude Semal, «Nom de dieu» (àudio). Music Hall. | | |   |

## Obres destacades[6]

### Discografia
- 1982 Les convoyeurs attendent
- 1989 Music-Hall
- 2007 Belgik
- 2018 Semal: La totale (integral)

### Filmografia
- 1989 Bruxelles insolite on fa el paper de fill de Tintín
- 1996 La vie sexuelle des Belges Partie 2 - Camping Cosmos on fa una altra paròdia de Tintín.[7]
- 1997 Quadre amb caigues. «Un dels cims de la línia belga del cinema sobre art, un recorregut fílmic imprevisible i sorprenent a partir d’un quadre Paisatge amb la caiguda d’Ícar de Brueghel el Vell, que ofereix una radiografia humana completa de la Bèlgica actual.»[8]
- 2006 La raison du plus faible (‘La raó del més feble’) de Lucas Belvaux.[9]